# Ulf Timmermann
Ulf Timmermann (Berlim Oriental, 1 de novembro de 1962) é um antigo atleta da Alemanha Oriental que se sagrou campeão olímpico do Arremesso do peso em 1988.
Juntamente com o recordista mundial Randy Barnes, é um dos dois homens que, a nível mundial, foram capazes de arremessar o peso a mais de 23 metros.
Oriundo de uma família de atletas, Timmermann começou a lançar o peso com a idade de treze anos. A sua primeira medalha em grandes competições internacionais, como senior, foi nos Campeonatos do Mundo de Helsínquia em 1983. Em 1985 bateu o seu primeiro recorde mundial, com um arremesso de 22.62 metros.
1988 é o seu ano de glória, ao tornar-se campeão olímpico em Seoul e ao bater de novo o recorde do mundo, sendo o primeiro homem a ultrapassar os 23 metros (23.06 em Chania, Grécia). Apesar dessa marca ter sido batida, dois anos depois, pelo norte-americano Randy Barnes, ela continua a ser o melhor registo mundial obtido com a técnica do impulso com deslocamento linear.
Após alcançar a medalha de ouro nos Europeus de Split, Timmermann como representante da Alemanha, não foi além de um decepcionante quinto lugar na final dos Jogos Olímpicos de Barcelona em 1992, finalizando a sua carreira pouco tempo depois.